# Câu lạc bộ bóng đá Công an Hà Nội
Câu lạc bộ bóng đá Công an Hà Nội (tên ngắn gọn là Công an Hà Nội, CA Hà Nội hoặc CAHN) là một câu lạc bộ bóng đá chuyên nghiệp tại Việt Nam, thành lập từ năm 1956 đến khi bị giải thể và được chuyển giao vào năm 2002. Câu lạc bộ được đặt dưới sự chủ quản của Công an thành phố Hà Nội, và đạt nhiều thành tích trong thời gian tồn tại. Năm 2022, câu lạc bộ Công an Hà Nội được tái lập từ sự chuyển giao của Câu lạc bộ bóng đá Công an Nhân dân.
Theo quyết định của Ủy ban Hành chính Thành phố Hà Nội (nay là Ủy ban Nhân dân Thành phố Hà Nội) năm 1956 về việc thành lập đội bóng Công an Hà Nội, Công an Hà Nội được công nhận một cách chính thức là đại diện của nhân dân Thủ đô.

## Lịch sử

### Hình thành
Năm 1954, Bộ trưởng Bộ Công an Trần Quốc Hoàn đã chỉ đạo Giám đốc Công an Thành phố Hà Nội khi đó là Nguyễn Văn Long nghiên cứu thành lập 1 đội bóng đá. 1 cuộc họp nhằm thảo luận về việc thành lập đội bóng Công an Hà Nội đã được Đảng ủy Công an Trung ương tổ chức dưới sự chủ trì của Bộ trưởng Trần Quốc Hoàn, cùng với sự tham gia của một số nhân vật đặc biệt như bác sĩ Trần Duy Hưng, Chủ tịch Ủy ban Hành chính Hà Nội; giám đốc Nguyễn Văn Long cùng phó Giám đốc Sở công an Hà Nội Lê Nghĩa. Sau đó, Ủy ban Hành chính (nay là Ủy ban Nhân dân) thành phố Hà Nội và Bộ Công an nhất trí đội bóng thuộc quân số và sự quản lý của Sở công an Hà Nội, đồng thời đội bóng là đại diện chính thức của nhân dân Hà Nội do Ủy ban Hành chính thành phố quản lý về chuyên môn bóng đá và chi trả kinh phí thi đấu, tập luyện.
Thành lập ngày 10 tháng 10 năm 1956 có lẽ chỉ sau Thể Công, đội đã lập tức chứng tỏ được vị thế của mình là đối thủ xứng tầm nhất của đội bóng giàu thành tích khoác áo lính ngay khi Thể Công làm mưa làm gió trong làng cầu khu vực phía Bắc. Được biết đến với lối chơi phòng ngự phản công, đội luôn là một đối thủ khó chịu với mọi đội bóng mạnh, nhưng lại thi đấu tương đối thất thường khi chơi với các đội bóng yếu hơn. Có lẽ vì vậy mà bảng thành tích của đội chưa xứng tầm với thực lực và truyền thống mà đội sở hữu.
Nửa cuối thập niên 90 của thế kỷ XX là thời kỳ đáng tiếc của đội bóng, khi sở hữu dàn cầu thủ tương đối đồng đều nhưng đội lại được biết đến nhiều bởi những bê bối về cá độ và vay mượn điểm hơn là những thành tích trên sân cỏ. Năm 1992, đội thi đấu yếu kém, phải xuống thi đấu ở hạng A1. Mùa giải 1995, đội lại giành được quyền thăng hạng giải các đội mạnh.

### Chuyển giao và giải thể
Xem thêm Câu lạc bộ bóng đá Hà Nội (2012)
Sang thời kỳ chuyển biến cơ chế trong cách làm bóng đá, 1 đội bóng của những cầu thủ mang biên chế của ngành Công an không thể tồn tại. Năm 2002, đội bị giải thể và chuyển giao cho Hàng không Việt Nam tại mùa giải 2003. Sau giải 2003, đội Hàng không Việt Nam cũng bị giải thể. Suất trụ hạng ở V-League được bán cho Công ty Cổ phần Thể thao ACB. Công ty này cũng nhận 8 cầu thủ của Hàng không Việt Nam vào đội bóng LG Hà Nội ACB. Số cầu thủ còn lại được chuyển về đá ở giải hạng Nhất với đội bóng Hòa Phát Hà Nội. Đội bóng công an thủ đô sau gần 50 năm được coi như không còn tham gia đời sống bóng đá.

### Tái lập
Cuối tháng 11 năm 2022, thực hiện "Đề án phát triển Câu lạc bộ bóng đá Công an nhân dân theo hướng chuyên nghiệp", Đại tướng Tô Lâm, Ủy viên Bộ Chính trị, Bộ trưởng Bộ Công an (nay là Chủ tịch nước CHXHCN Việt Nam) đã quyết định chuyển giao Câu lạc bộ Công an Nhân dân mới được thăng hạng V.League 1 cho Công an thành phố Hà Nội quản lý và đổi tên thành Câu lạc bộ bóng đá Công an Hà Nội. Câu lạc bộ Công an Hà Nội chính thức được tái lập với suất chơi được Công an Nhân dân chuyển giao.
Để chuẩn bị cho mùa giải 2023, đội Công an Hà Nội đã tập trung và bắt tay ngay vào công tác tập luyện dưới sự hướng dẫn của các huấn luyện viên chuyên nghiệp tại Trung tâm đào tạo bóng đá trẻ PVF, huyện Văn Giang, tỉnh Hưng Yên và sử dụng Sân vận động Hàng Đẫy làm sân thi đấu cho các giải đấu.
Mùa giải 2023, Công an Hà Nội với 70 năm sau khi thành lập, 20 năm sau khi giải thể - chuyển giao đã trở lại với một đội hình mạnh gồm 11 cầu thủ của Công An Nhân Dân (quy chế V-League yêu cầu câu lạc bộ nhận chuyển giao suất chơi phải nhận tối thiểu 10 cầu thủ của câu lạc bộ chuyển giao) và 20 cầu thủ đến từ các đội bóng trong và ngoài nước. Đội đã lên ngôi vô địch V-League 2023 đầy kịch tính khi bằng 38 điểm với Hà Nội và xếp trên nhờ hiệu số, qua đó tái lập thành tích của Hoàng Anh Gia Lai năm 2003 và Đồng Tháp năm 1989, trở thành đội vô địch ngay mùa giải đầu tiên lên hạng.

## Trang phục thi đấu

### Màu sắc
Trước đây, trang phục thi đấu sân nhà của Công an Hà Nội là màu xanh dương đậm, trang phục thi đấu sân khách mang màu trắng. Hiện tại, trang phục thi đấu sân nhà của đội màu đỏ.

### Danh sách nhà cung cấp trang phục
| Giai đoạn | Tên gọi             | Hãng trang phục | Ghi chú                          |
| --------- | ------------------- | --------------- | -------------------------------- |
| 1998      | Công an Hà Nội      | Adidas          | trang phục tự cung               |
| 1999-2000 | Công an Hà Nội      | Grand Sport     | được tài trợ                     |
| 2000-2002 | Công an Hà Nội      | Adidas          | cung cấp từ nhà tài trợ giải đấu |
| 2003      | Hàng không Việt Nam | Grand Sport     | được tài trợ                     |
| 2008-2014 | Công An Nhân Dân    | không có        | không có                         |
| 2015-2017 | Công An Nhân Dân    | Mitre           | được tài trợ                     |
| 2018      | Công An Nhân Dân    | Jogarbola       | được tài trợ                     |
| 2019      | Công An Nhân Dân    | Mitre           | được tài trợ                     |
| 2020      | Công An Nhân Dân    | Grand Sport     | được tài trợ                     |
| 2021      | Công An Nhân Dân    | Mitre           | được tài trợ                     |
| 2022      | Công An Nhân Dân    | Jogarbola       | được tài trợ                     |
| 2023-2024 | Công an Hà Nội      | Kamito          | được tài trợ                     |
| 2024-2025 | Công an Hà Nội      | CA              | trang phục tự sản xuất           |
| 2025-nay  | Công an Hà Nội      | Jogarbola       | được tài trợ                     |

## Đội hình hiện tại
Tính đến mùa giải 2024-25
Ghi chú: Quốc kỳ chỉ đội tuyển quốc gia được xác định rõ trong điều lệ tư cách FIFA. Các cầu thủ có thể giữ hơn một quốc tịch ngoài FIFA.
| Số | VT | Quốc gia | Cầu thủ                       |
| -- | -- | -------- | ----------------------------- |
| 1  | TM | Việt Nam | Nguyễn Filip                  |
| 3  | HV | Brasil   | Hugo Gomes                    |
| 5  | HV | Việt Nam | Đoàn Văn Hậu                  |
| 7  | HV | Việt Nam | Cao Pendant Quang Vinh        |
| 8  | TV | Brasil   | Vitão                         |
| 9  | TĐ | Brasil   | Tháileon                      |
| 10 | TV | Brasil   | Léo Artur                     |
| 11 | TV | Việt Nam | Lê Phạm Thành Long            |
| 12 | TV | Việt Nam | Hoàng Văn Toản                |
| 15 | HV | Việt Nam | Bùi Xuân Thịnh                |
| 16 | TĐ | Việt Nam | Nguyễn Đình Bắc               |
| 17 | HV | Việt Nam | Vũ Văn Thanh                  |
| 18 | TĐ | Việt Nam | Hồ Ngọc Thắng                 |
| 19 | TV | Việt Nam | Nguyễn Quang Hải (đội trưởng) |
| 20 | TĐ | Việt Nam | Phan Văn Đức                  |

| Số | VT | Quốc gia | Cầu thủ                                |
| -- | -- | -------- | -------------------------------------- |
| 21 | TV | Việt Nam | Phạm Văn Luân                          |
| 22 | TV | Việt Nam | Phạm Minh Phúc                         |
| 26 | HV | Việt Nam | Hà Văn Phương                          |
| 28 | HV | Việt Nam | Nguyễn Văn Đức                         |
| 31 | HV | Việt Nam | Trần Đình Trọng                        |
| 33 | TM | Việt Nam | Đỗ Sỹ Huy                              |
| 34 | TM | Việt Nam | Chu Văn Tấn (mượn từ Sông Lam Nghệ An) |
| 36 | HV | Việt Nam | Hoàng Trung Anh                        |
| 60 | TM | Việt Nam | Hà Mạnh Trường                         |
| 68 | HV | Việt Nam | Bùi Hoàng Việt Anh                     |
| 72 | TĐ | Brasil   | Alan Grafite                           |
| 88 | TV | Việt Nam | Lê Văn Đô (mượn từ PVF-CAND)           |
| 98 | HV | Việt Nam | Giáp Tuấn Dương                        |
| 99 | TĐ | Việt Nam | Nguyễn Văn Vinh                        |

### Cho mượn
Ghi chú: Quốc kỳ chỉ đội tuyển quốc gia được xác định rõ trong điều lệ tư cách FIFA. Các cầu thủ có thể giữ hơn một quốc tịch ngoài FIFA.
| Số | VT | Quốc gia | Cầu thủ                                 |
| -- | -- | -------- | --------------------------------------- |
| —  | TĐ | Việt Nam | Nguyễn Xuân Nam (cho mượn tại PVF-CAND) |

| Số | VT | Quốc gia | Cầu thủ                                                    |
| -- | -- | -------- | ---------------------------------------------------------- |
| 99 | TĐ | Việt Nam | Bùi Anh Thống (cho mượn tại Trẻ Thành phố Hồ Chí Minh)     |
| —  | TV | Việt Nam | Nguyễn Chính Đăng (cho mượn tại Trẻ Thành phố Hồ Chí Minh) |

### Không nằm trong danh sách đăng ký thi đấu
Ghi chú: Quốc kỳ chỉ đội tuyển quốc gia được xác định rõ trong điều lệ tư cách FIFA. Các cầu thủ có thể giữ hơn một quốc tịch ngoài FIFA.
| Số | VT | Quốc gia | Cầu thủ           |
| -- | -- | -------- | ----------------- |
| 35 | HV | Việt Nam | Nguyễn Hữu Thực   |
| 37 | HV | Việt Nam | Phùng Viết Trường |

## Quan chức đội bóng
| Chức vụ                       | Tên                                         |
| ----------------------------- | ------------------------------------------- |
| Chủ tịch                      | Dương Đức Hải                               |
| Phó chủ tịch                  | Trần Văn Hùng Nguyễn Chí Công               |
| Giám đốc điều hành            | Phạm Văn Lệ                                 |
| Giám đốc kỹ thuật             | Trần Tiến Đại                               |
| Trưởng đoàn                   | Lê Hồng Thái                                |
| Phó trưởng đoàn               | Lê Xuân Hải                                 |
| Huấn luyện viên trưởng        | Alexandre Pölking                           |
| Trợ lý huấn luyện viên trưởng | Phạm Thành Lương Đinh Xuân Việt Luís Viegas |
| Phiên dịch                    | Trần Hùng Cường                             |
| Huấn luyện viên thể lực       | Paulo Oliveira                              |
| Huấn luyện viên thủ môn       | Valdir Bardi                                |
| Huấn luyện viên thủ môn       | Trần Hùng Cường                             |
| Bác sỹ                        | Nguyễn Văn Bổn                              |
| Vật lý trị liệu               | Lê Phụng Hiếu                               |
| Cán bộ phục vụ                | Hồ Văn Lộc                                  |

## Các huấn luyện viên trong lịch sử
| Các huấn luyện viên trưởng của Công an Hà Nội \| - 1994-2002: Nguyễn Văn Nhã - 2023: Paulo Foiani - 2023: Flavio Cruz - 2023: Trần Tiến Đại (tạm quyền) - 2023-2024: Gong Oh-kyun - 2024: Kiatisuk Senamuang - 2024-: Alexandré Pölking \| |
| - 1994-2002: Nguyễn Văn Nhã - 2023: Paulo Foiani - 2023: Flavio Cruz - 2023: Trần Tiến Đại (tạm quyền) - 2023-2024: Gong Oh-kyun - 2024: Kiatisuk Senamuang - 2024-: Alexandré Pölking                                                     |

## Thành tích thi đấu
Mặc dù thành tích không ổn định như Công an Hải Phòng nhưng đội vẫn được xem là một trong những đội bóng mạnh của cả nước nói chung và của ngành Công an Nhân dân và thành phố Hà Nội nói riêng. Trong những năm tồn tại, đội đã đóng góp nhiều thế hệ cầu thủ ưu tú cho đội tuyển Bộ Công an thi đấu với các đội công an của các nước thuộc khối xã hội chủ nghĩa và thể thao Hà Nội cũng như Việt Nam tại các giải đấu quốc tế khác.

### Thành tích bóng đá trong nước
| Chú giải màu sắc | Chú giải màu sắc |
| ---------------- | ---------------- |
| Vô địch          |                  |
| Á quân           |                  |
| Hạng ba          |                  |
| Hạng tư          |                  |
| Thăng hạng       |                  |
| Xuống hạng       |                  |

| Thành tích của Công an Hà Nội từ khi thành lập giải vô địch quốc gia | Thành tích của Công an Hà Nội từ khi thành lập giải vô địch quốc gia | Thành tích của Công an Hà Nội từ khi thành lập giải vô địch quốc gia | Thành tích của Công an Hà Nội từ khi thành lập giải vô địch quốc gia | Thành tích của Công an Hà Nội từ khi thành lập giải vô địch quốc gia | Thành tích của Công an Hà Nội từ khi thành lập giải vô địch quốc gia | Thành tích của Công an Hà Nội từ khi thành lập giải vô địch quốc gia | Thành tích của Công an Hà Nội từ khi thành lập giải vô địch quốc gia | Thành tích của Công an Hà Nội từ khi thành lập giải vô địch quốc gia | Thành tích của Công an Hà Nội từ khi thành lập giải vô địch quốc gia | Thành tích của Công an Hà Nội từ khi thành lập giải vô địch quốc gia | Thành tích của Công an Hà Nội từ khi thành lập giải vô địch quốc gia | Thành tích của Công an Hà Nội từ khi thành lập giải vô địch quốc gia | Thành tích của Công an Hà Nội từ khi thành lập giải vô địch quốc gia                                                           |
| Mùa                                                                  | Hạng đấu                                                             | Hạng đấu                                                             | Hạng đấu                                                             | Hạng đấu                                                             | Thành tích                                                           | St                                                                   | T                                                                    | H                                                                    | B                                                                    | Bt                                                                   | Bb                                                                   | Điểm                                                                 | Chú thích |
| Mùa                                                                  | I                                                                    | II                                                                   | III                                                                  | IV                                                                   | Thành tích                                                           | St                                                                   | T                                                                    | H                                                                    | B                                                                    | Bt                                                                   | Bb                                                                   | Điểm                                                                 | Chú thích |
| -------------------------------------------------------------------- | -------------------------------------------------------------------- | -------------------------------------------------------------------- | -------------------------------------------------------------------- | -------------------------------------------------------------------- | -------------------------------------------------------------------- | -------------------------------------------------------------------- | -------------------------------------------------------------------- | -------------------------------------------------------------------- | -------------------------------------------------------------------- | -------------------------------------------------------------------- | -------------------------------------------------------------------- | -------------------------------------------------------------------- | --- |
| 1980                                                                 |                                                                      |                                                                      |                                                                      |                                                                      | Á quân                                                               | 12                                                                   | 8                                                                    | 2                                                                    | 2                                                                    | 27                                                                   | 10                                                                   | 18                                                                   | |
| 1981–82                                                              |                                                                      |                                                                      |                                                                      |                                                                      | Thứ 3                                                                | 21                                                                   | 7                                                                    | 11                                                                   | 3                                                                    | 23                                                                   | 19                                                                   | 25                                                                   | |
| 1982–83                                                              |                                                                      |                                                                      |                                                                      |                                                                      | Thứ 7 bảng A g.đ. 1                                                  | 14                                                                   | 2                                                                    | 8                                                                    | 4                                                                    | 13                                                                   | 16                                                                   | 12                                                                   | |
| 1984                                                                 |                                                                      |                                                                      |                                                                      |                                                                      | Vô địch                                                              | 17                                                                   | 8                                                                    | 6                                                                    | 3                                                                    | 24                                                                   | 16                                                                   | 22                                                                   | Công an Hà Nội vô địch quốc gia lần đầu tiên                                                                                   |
| 1985                                                                 |                                                                      |                                                                      |                                                                      |                                                                      | Thứ 2 bảng B g.đ. 2                                                  | 15                                                                   | 6                                                                    | 3                                                                    | 6                                                                    | 21                                                                   | 14                                                                   | 15                                                                   | |
| 1986                                                                 |                                                                      |                                                                      |                                                                      |                                                                      | Thứ 4 bảng C                                                         | 10                                                                   | 3                                                                    | 4                                                                    | 3                                                                    | 13                                                                   | 16                                                                   | 10                                                                   | |
| 1987                                                                 |                                                                      |                                                                      |                                                                      |                                                                      | Thứ 4 bảng B g.đ. 2                                                  | 19                                                                   | 8                                                                    | 6                                                                    | 5                                                                    | 31                                                                   | 23                                                                   | 22                                                                   | |
| 1989                                                                 |                                                                      |                                                                      |                                                                      |                                                                      | Thứ 3                                                                | 18                                                                   | 9                                                                    | 6                                                                    | 3                                                                    | 22                                                                   | 11                                                                   | 24                                                                   | Năm 1988 không tổ chức giải chính thức, chỉ có các giải giao hữu                                                               |
| 1990                                                                 |                                                                      |                                                                      |                                                                      |                                                                      | Thứ 4 bảng B g.đ. 1                                                  | Không rõ thành tích cụ thể                                           | Không rõ thành tích cụ thể                                           | Không rõ thành tích cụ thể                                           | Không rõ thành tích cụ thể                                           | Không rõ thành tích cụ thể                                           | Không rõ thành tích cụ thể                                           | Không rõ thành tích cụ thể                                           | |
| 1991                                                                 |                                                                      |                                                                      |                                                                      |                                                                      | Thứ 4 bảng B                                                         | 12                                                                   | 3                                                                    | 6                                                                    | 3                                                                    | 10                                                                   | 11                                                                   | 12                                                                   | |
| 1992                                                                 |                                                                      |                                                                      |                                                                      |                                                                      | Thứ 8 bảng B                                                         | Không rõ thành tích cụ thể                                           | Không rõ thành tích cụ thể                                           | Không rõ thành tích cụ thể                                           | Không rõ thành tích cụ thể                                           | Không rõ thành tích cụ thể                                           | Không rõ thành tích cụ thể                                           | Không rõ thành tích cụ thể                                           | Công an Hà Nội xuống hạng A1                                                                                                   |
| 1993–94                                                              |                                                                      |                                                                      |                                                                      |                                                                      | Không rõ                                                             | Không rõ thành tích cụ thể                                           | Không rõ thành tích cụ thể                                           | Không rõ thành tích cụ thể                                           | Không rõ thành tích cụ thể                                           | Không rõ thành tích cụ thể                                           | Không rõ thành tích cụ thể                                           | Không rõ thành tích cụ thể                                           | |
| 1995                                                                 |                                                                      |                                                                      |                                                                      |                                                                      | Không rõ                                                             | Không rõ thành tích cụ thể                                           | Không rõ thành tích cụ thể                                           | Không rõ thành tích cụ thể                                           | Không rõ thành tích cụ thể                                           | Không rõ thành tích cụ thể                                           | Không rõ thành tích cụ thể                                           | Không rõ thành tích cụ thể                                           | |
| 1996                                                                 |                                                                      |                                                                      |                                                                      |                                                                      | Thứ 9                                                                | 22                                                                   | 7                                                                    | 6                                                                    | 9                                                                    | 27                                                                   | 25                                                                   | 27                                                                   | Công an Hà Nội trở lại giải vô địch quốc gia                                                                                   |
| 1997                                                                 |                                                                      |                                                                      |                                                                      |                                                                      | Thứ 7                                                                | 22                                                                   | 9                                                                    | 4                                                                    | 9                                                                    | 33                                                                   | 37                                                                   | 31                                                                   | |
| 1998                                                                 |                                                                      |                                                                      |                                                                      |                                                                      | Thứ 4                                                                | 25                                                                   | 13                                                                   | 6                                                                    | 6                                                                    | 34                                                                   | 24                                                                   | 42                                                                   | |
| 1999                                                                 |                                                                      |                                                                      |                                                                      |                                                                      | Á quân                                                               | 8                                                                    | 5                                                                    | 3                                                                    | 0                                                                    | 14                                                                   | 4                                                                    | 18                                                                   | Năm 1999 không tổ chức giải chính thức, chỉ tổ chức Giải tập huấn mùa xuân                                                     |
| 1999–00                                                              |                                                                      |                                                                      |                                                                      |                                                                      | Thứ 3                                                                | 24                                                                   | 10                                                                   | 7                                                                    | 7                                                                    | 25                                                                   | 22                                                                   | 37                                                                   | |
| 2000–01                                                              |                                                                      |                                                                      |                                                                      |                                                                      | Thứ 7                                                                | 18                                                                   | 6                                                                    | 6                                                                    | 6                                                                    | 22                                                                   | 19                                                                   | 23                                                                   | |
| 2001–02                                                              |                                                                      |                                                                      |                                                                      |                                                                      | Thứ 8                                                                | 18                                                                   | 5                                                                    | 6                                                                    | 7                                                                    | 19                                                                   | 22                                                                   | 21                                                                   | Đội bị giải thể sau mùa giải, suất thi đấu và đội hình được chuyển giao cho Hàng không Việt Nam                                |
| 2008                                                                 |                                                                      |                                                                      |                                                                      |                                                                      | Đồng thứ 3                                                           | 6                                                                    | 4                                                                    | 2                                                                    | 0                                                                    | 15                                                                   | 6                                                                    | 14                                                                   | CLB Công an Nhân dân được thành lập và thi đấu trở lại từ giải hạng Ba, dưới sự quản lý trực tiếp của Bộ Công an               |
| 2009                                                                 |                                                                      |                                                                      |                                                                      |                                                                      | Thứ 4 bảng A                                                         | 10                                                                   | 5                                                                    | 0                                                                    | 5                                                                    | 15                                                                   | 15                                                                   | 15                                                                   | |
| 2010                                                                 |                                                                      |                                                                      |                                                                      |                                                                      | Thứ 5 bảng A                                                         | 8                                                                    | 1                                                                    | 2                                                                    | 5                                                                    | 8                                                                    | 20                                                                   | 5                                                                    | |
| 2011                                                                 |                                                                      |                                                                      |                                                                      |                                                                      | Thứ 6 bảng A                                                         | 10                                                                   | 1                                                                    | 3                                                                    | 6                                                                    | 7                                                                    | 20                                                                   | 6                                                                    | |
| 2012                                                                 |                                                                      |                                                                      |                                                                      |                                                                      | Thứ 4 bảng A                                                         | 8                                                                    | 1                                                                    | 3                                                                    | 4                                                                    | 4                                                                    | 13                                                                   | 6                                                                    | |
| 2013                                                                 |                                                                      |                                                                      |                                                                      |                                                                      | Thứ 5 bảng A                                                         | 8                                                                    | 1                                                                    | 0                                                                    | 7                                                                    | 5                                                                    | 17                                                                   | 3                                                                    | |
| 2014                                                                 |                                                                      |                                                                      |                                                                      |                                                                      | Vô địch                                                              | 5                                                                    | 1                                                                    | 2                                                                    | 2                                                                    | 4                                                                    | 4                                                                    | 5                                                                    | |
| 2015                                                                 |                                                                      |                                                                      |                                                                      |                                                                      | Thứ 8                                                                | 14                                                                   | 3                                                                    | 4                                                                    | 7                                                                    | 14                                                                   | 17                                                                   | 14                                                                   | |
| 2016                                                                 |                                                                      |                                                                      |                                                                      |                                                                      | Thứ 2 bảng A                                                         | 12                                                                   | 5                                                                    | 4                                                                    | 3                                                                    | 19                                                                   | 17                                                                   | 19                                                                   | |
| 2017                                                                 |                                                                      |                                                                      |                                                                      |                                                                      | Vô địch                                                              | 16                                                                   | 13                                                                   | 0                                                                    | 3                                                                    | 41                                                                   | 10                                                                   | 39                                                                   | |
| 2018                                                                 |                                                                      |                                                                      |                                                                      |                                                                      | Thứ 10                                                               | 18                                                                   | 4                                                                    | 3                                                                    | 11                                                                   | 15                                                                   | 27                                                                   | 15                                                                   | |
| 2019                                                                 |                                                                      |                                                                      |                                                                      |                                                                      | Thứ 3 bảng A                                                         | 12                                                                   | 6                                                                    | 4                                                                    | 2                                                                    | 11                                                                   | 7                                                                    | 22                                                                   | |
| 2020                                                                 |                                                                      |                                                                      |                                                                      |                                                                      | Thứ 4                                                                | 16                                                                   | 11                                                                   | 3                                                                    | 2                                                                    | 47                                                                   | 11                                                                   | 36                                                                   | |
| 2021                                                                 |                                                                      |                                                                      |                                                                      |                                                                      | Mùa giải bị hủy vì COVID-19                                          | Mùa giải bị hủy vì COVID-19                                          | Mùa giải bị hủy vì COVID-19                                          | Mùa giải bị hủy vì COVID-19                                          | Mùa giải bị hủy vì COVID-19                                          | Mùa giải bị hủy vì COVID-19                                          | Mùa giải bị hủy vì COVID-19                                          | Mùa giải bị hủy vì COVID-19                                          | |
| 2022                                                                 |                                                                      |                                                                      |                                                                      |                                                                      | Vô địch                                                              | 22                                                                   | 12                                                                   | 7                                                                    | 3                                                                    | 37                                                                   | 15                                                                   | 43                                                                   | CLB Công an Nhân dân được chuyển giao từ Bộ Công an về Công an thành phố Hà Nội và được trao trở lại phiên hiệu Công an Hà Nội |
| 2023                                                                 |                                                                      |                                                                      |                                                                      |                                                                      | Vô địch                                                              | 20                                                                   | 11                                                                   | 5                                                                    | 4                                                                    | 39                                                                   | 21                                                                   | 38                                                                   | Công an Hà Nội trở lại V.League 1, vô địch quốc gia lần thứ hai                                                                |
| 2023/24                                                              |                                                                      |                                                                      |                                                                      |                                                                      | Thứ 6                                                                | 26                                                                   | 11                                                                   | 4                                                                    | 11                                                                   | 44                                                                   | 35                                                                   | 37                                                                   | |
| 2024/25                                                              |                                                                      |                                                                      |                                                                      |                                                                      | Thứ 3                                                                | 26                                                                   | 12                                                                   | 9                                                                    | 5                                                                    | 45                                                                   | 23                                                                   | 45                                                                   | Công an Hà Nội giành Cúp Quốc gia và Siêu cúp Quốc gia lần đầu tiên                                                            |
| 2025/26                                                              |                                                                      |                                                                      |                                                                      |                                                                      | CXĐ                                                                  | CXĐ                                                                  | CXĐ                                                                  | CXĐ                                                                  | CXĐ                                                                  | CXĐ                                                                  | CXĐ                                                                  | CXĐ                                                                  | |

### Cúp Quốc gia
| Thành tích của Công An Hà Nội tại Giải bóng đá Cúp Quốc gia từ 2022 | Thành tích của Công An Hà Nội tại Giải bóng đá Cúp Quốc gia từ 2022 | Thành tích của Công An Hà Nội tại Giải bóng đá Cúp Quốc gia từ 2022 | Thành tích của Công An Hà Nội tại Giải bóng đá Cúp Quốc gia từ 2022 | Thành tích của Công An Hà Nội tại Giải bóng đá Cúp Quốc gia từ 2022 | Thành tích của Công An Hà Nội tại Giải bóng đá Cúp Quốc gia từ 2022 | Thành tích của Công An Hà Nội tại Giải bóng đá Cúp Quốc gia từ 2022 |
| Mùa                                                                 | Vòng                                                                | Thời gian                                                           | Sân vận động                                                        | Đối thủ                                                             | Kết quả (CAHN bên trái)                                             | Thành tích                                                          |
| Mùa                                                                 | Vòng                                                                | Thời gian                                                           | Sân vận động                                                        | Đối thủ                                                             | Tỷ số                                                               | Thành tích                                                          |
| ------------------------------------------------------------------- | ------------------------------------------------------------------- | ------------------------------------------------------------------- | ------------------------------------------------------------------- | ------------------------------------------------------------------- | ------------------------------------------------------------------- | ------------------------------------------------------------------- |
| 2022                                                                | Vòng loại                                                           | 07/04/2022                                                          | Hàng Đẫy                                                            | Hà Nội                                                              | 0-4                                                                 | Vòng loại                                                           |
| 2023                                                                | Vòng loại                                                           | 02/04/2023                                                          | 19/8 Nha Trang                                                      | Khatoco Khánh Hòa                                                   | 3-1                                                                 | Vòng 1/8                                                            |
| 2023                                                                | Vòng 1/8                                                            | 07/07/2023                                                          | Hàng Đẫy                                                            | Nam Định                                                            | 1-1(2-3 p)                                                          | Vòng 1/8                                                            |
| 23/24                                                               | Vòng loại                                                           | 25/11/2013                                                          | Hàng Đẫy                                                            | Hoàng Anh Gia Lai                                                   | 2-1                                                                 | Vòng 1/8                                                            |
| 23/24                                                               | Vòng 1/8                                                            | 13/03/2024                                                          | Mỹ Đình                                                             | Viettel                                                             | 0-1                                                                 | Vòng 1/8                                                            |
| 24/25                                                               | Vòng loại                                                           | Dược đặc cách vào vòng 1/8                                          | Dược đặc cách vào vòng 1/8                                          | Dược đặc cách vào vòng 1/8                                          | Dược đặc cách vào vòng 1/8                                          | Vô Địch                                                             |
| 24/25                                                               | Vòng 1/8                                                            | 14/01/2025                                                          | Hàng Đẫy                                                            | Hồng Lĩnh Hà Tĩnh                                                   | 2-1                                                                 | Vô Địch                                                             |
| 24/25                                                               | Tứ kết                                                              | 22/04/2025                                                          | Lạch Tray                                                           | Hải Phòng                                                           | 3-1                                                                 | Vô Địch                                                             |
| 24/25                                                               | Bán kết                                                             | 26/06/2025                                                          | Hàng Đẫy                                                            | Viettel                                                             | 3-1                                                                 | Vô Địch                                                             |
| 24/25                                                               | Chung kết                                                           | 29/06/2025                                                          | Vinh                                                                | Sông Lam Nghệ An                                                    | 5-0                                                                 | Vô Địch                                                             |

### Thành tích quốc tế
| Thành tích của Công An Hà Nội tại các giải quốc tế từ năm 2024 | Thành tích của Công An Hà Nội tại các giải quốc tế từ năm 2024 | Thành tích của Công An Hà Nội tại các giải quốc tế từ năm 2024 | Thành tích của Công An Hà Nội tại các giải quốc tế từ năm 2024 | Thành tích của Công An Hà Nội tại các giải quốc tế từ năm 2024 | Thành tích của Công An Hà Nội tại các giải quốc tế từ năm 2024 | Thành tích của Công An Hà Nội tại các giải quốc tế từ năm 2024 | Thành tích của Công An Hà Nội tại các giải quốc tế từ năm 2024 |
| Mùa giải                                                       | Giải đấu                                                       | Vòng                                                           | Thời gian                                                      | Đối thủ                                                        | Tỉ số (CAHN bên trái)                                          | Chung cuộc(CAHN bên trái)                                      | Thành tích                                                     |
| -------------------------------------------------------------- | -------------------------------------------------------------- | -------------------------------------------------------------- | -------------------------------------------------------------- | -------------------------------------------------------------- | -------------------------------------------------------------- | -------------------------------------------------------------- | -------------------------------------------------------------- |
| 24/25                                                          | Shopee Cup                                                     | Vòng bảng                                                      | 22/08/2024                                                     | Buriram United                                                 | 2-1                                                            | 2-1                                                            | Nhất bảng B                                                    |
| 24/25                                                          | Shopee Cup                                                     | Vòng bảng                                                      | 26/09/2024                                                     | Lion City Sailors                                              | 5-0                                                            | 5-0                                                            | Nhất bảng B                                                    |
| 24/25                                                          | Shopee Cup                                                     | Vòng bảng                                                      | 09/01/2025                                                     | Kaya–Iloilo                                                    | 2-1                                                            | 2-1                                                            | Nhất bảng B                                                    |
| 24/25                                                          | Shopee Cup                                                     | Vòng bảng                                                      | 23/01/2025                                                     | Kuala Lumpur City                                              | 3-2                                                            | 3-2                                                            | Nhất bảng B                                                    |
| 24/25                                                          | Shopee Cup                                                     | Vòng bảng                                                      | 06/02/2025                                                     | Borneo Samarinda                                               | 3-2                                                            | 3-2                                                            | Nhất bảng B                                                    |
| 24/25                                                          | Shopee Cup                                                     | Bán kết                                                        | 02/04/2025                                                     | PSM Makassar                                                   | 0-1                                                            | 2-1                                                            | Á Quân                                                         |
| 24/25                                                          | Shopee Cup                                                     | Bán kết                                                        | 30/04/2025                                                     | PSM Makassar                                                   | 2-0                                                            | 2-1                                                            | Á Quân                                                         |
| 24/25                                                          | Shopee Cup                                                     | Chung kết                                                      | 14/05/2025                                                     | Buriram United                                                 | 2-2                                                            | 5-5 (2-3 p)                                                    | Á Quân                                                         |
| 24/25                                                          | Shopee Cup                                                     | Chung kết                                                      | 21/05/2025                                                     | Buriram United                                                 | 3-3(s.h.p)                                                     | 5-5 (2-3 p)                                                    | Á Quân                                                         |
| 25/26                                                          | Shopee Cup                                                     | Vòng bảng                                                      | 20/08/2025                                                     | BG Pathum United                                               | 1-2                                                            | 1-2                                                            | CXĐ                                                            |
| 25/26                                                          | Shopee Cup                                                     | Vòng bảng                                                      | 24/09/2025                                                     | DH Cebu                                                        | CXĐ                                                            | CXĐ                                                            | CXĐ                                                            |
| 25/26                                                          | Shopee Cup                                                     | Vòng bảng                                                      | 03/12/2025                                                     | Buriram United                                                 | CXĐ                                                            | CXĐ                                                            | CXĐ                                                            |
| 25/26                                                          | Shopee Cup                                                     | Vòng bảng                                                      | 28/01/2026                                                     | Selangor FC                                                    | CXĐ                                                            | CXĐ                                                            | CXĐ                                                            |
| 25/26                                                          | Shopee Cup                                                     | Vòng bảng                                                      | 04/02/2026                                                     | Tampines Rovers                                                | CXĐ                                                            | CXĐ                                                            | CXĐ                                                            |
| 25/26                                                          | C2 châu Á                                                      | Vòng bảng                                                      | 18/09/2025                                                     | Bắc Kinh Quốc An                                               | CXĐ                                                            | CXĐ                                                            | CXĐ                                                            |
| 25/26                                                          | C2 châu Á                                                      | Vòng bảng                                                      | 27/11/2025                                                     | Bắc Kinh Quốc An                                               | CXĐ                                                            | CXĐ                                                            | CXĐ                                                            |
| 25/26                                                          | C2 châu Á                                                      | Vòng bảng                                                      | 02/10/2025                                                     | Đại Phố                                                        | CXĐ                                                            | CXĐ                                                            | CXĐ                                                            |
| 25/26                                                          | C2 châu Á                                                      | Vòng bảng                                                      | 11/12/2025                                                     | Đại Phố                                                        | CXĐ                                                            | CXĐ                                                            | CXĐ                                                            |
| 25/26                                                          | C2 châu Á                                                      | Vòng bảng                                                      | 23/10/2025                                                     | Macarthur                                                      | CXĐ                                                            | CXĐ                                                            | CXĐ                                                            |
| 25/26                                                          | C2 châu Á                                                      | Vòng bảng                                                      | 06/11/2025                                                     | Macarthur                                                      | CXĐ                                                            | CXĐ                                                            | CXĐ                                                            |

## Danh hiệu
| Giải vô địch Quốc gia   | 2 | 1984, 2023 |
| Giải hạng Nhất Quốc gia | 1 | 2022       |
| Cúp Quốc gia            | 1 | 2024-2025  |
| Siêu cúp Quốc gia       | 1 | 2025       |

- Giải vô địch Quốc gia
  -  Vô địch: 1984, 2023
  -  Á quân: 1980
  -  Hạng 3: 1981-1982, 1989, 1999-2000, 2025

- Cúp Quốc gia
  -  Vô địch: 2024-2025
  -  Á quân: 1995, 2000-2001
  -  Hạng 3: 2001-2002

- Siêu cúp Quốc gia
  -  Vô địch:2024-2025

- Shopee Cup
  -  Á quân: 2024-2025

- Giải hạng Nhất Quốc gia
  -  Vô địch: 2022[9]
- Giải hạng A
  -  Vô địch: 1962, 1964

- Dunhill Cup
  -  Vô địch: 1999

## Kình địch

### Hà Nội
Câu lạc bộ Hà Nội được đầu tư bởi ACB (đội bóng nhận chuyển giao của Công an Hà Nội vào năm 2002) cho tới trước khi ngừng tham gia hoạt động bóng đá từng là một trong những đối trọng của Hà Nội T&T (tên gọi cũ của câu lạc bộ Hà Nội của bầu Hiển) tại Thủ đô. Trong các trận đấu ở sân Hàng Đẫy luôn xuất hiện tấm băng rôn của Hội Cổ động viên CLB Hà Nội - CHF (tiền thân là Hội Cổ động viên của Công an Hà Nội) với hàng chữ "Đây mới là Hà Nội này", nhằm mục đích tranh giành với đối thủ xem đâu mới là đội xứng đáng đại diện cho bóng đá thủ đô. Sau khi Công an Hà Nội được tái lập trên cơ sở nhận chuyển giao từ câu lạc bộ Công an Nhân dân từ mùa giải 2023, nhiều cổ động viên lại coi đây là đại diện thực sự của bóng đá Hà Nội. Sự kình địch nổ ra giữa một bên là đại diện đã được công nhận trên danh nghĩa (Công an Hà Nội) và một bên là một đội bóng đã mang về cho thủ đô nhiều danh hiệu và thể diện trên đấu trường quốc nội cũng như quốc tế nhưng đang trên đường tìm kiếm sự thừa nhận (Hà Nội FC).
Hai đội gặp nhau lần đầu tại vòng 2 V.League 2023, khi Hà Nội giành chiến thắng 2–0 với các bàn thắng của Trần Văn Kiên và Nguyễn Văn Quyết. Tuy nhiên trong trận tái đấu ở lượt về, Công an Hà Nội đã thắng lại đối thủ 2–1 nhờ cú đúp của Gustavo Henrique để vươn lên ngôi đầu bảng xếp hạng với 2 điểm nhiều hơn. Sau đó, Công an Hà Nội đã thẳng tiến tới chức vô địch thứ hai trong lịch sử đội bóng còn câu lạc bộ Hà Nội có năm trắng tay đầu tiên của họ kể từ 2018.

### Thể Công – Viettel
Trong quá khứ, những cuộc đối đầu giữa Công an Hà Nội và Thể Công luôn có một vị trí đặc biệt đối với nhiều cổ động viên bóng đá Việt Nam. Đó không chỉ là cuộc đấu của những thế hệ tài năng nhất của bóng đá Việt Nam mà còn là trận đấu giữa hai đội bóng cùng đóng đô ở Hà Nội, cùng đại diện cho lực lượng vũ trang nhân dân, và cùng là những thế lực lớn của bóng đá miền Bắc nói riêng và bóng đá Việt Nam nói chung. Đây cũng là cuộc đối đầu của những niềm tự hào, thường để phân định thủ đô sẽ mang màu xanh của Công an Hà Nội hay màu đỏ của Thể Công. Thể Công kiêu hãnh là đội bóng có nhiều chức vô địch cấp quốc gia nhất, trong khi Công an Hà Nội cũng có quyền tự hào khi luôn là đối thủ khó chơi nhất của Thể Công xuyên suốt chiều dài lịch sử. Thậm chí, Công an Hà Nội từng nhiều lần đánh bại Thể Công khi đối thủ đang ở ngay trước ngưỡng cửa vô địch.
Mặc dù diễn biến trên sân luôn kịch tính nhưng cầu thủ và các cổ động viên hai đội không bao giờ có những hành động quá khích nhằm vào nhau, và luôn dành cho nhau những sự tôn trọng cao.
Ngày 14 tháng 2 năm 2023, Công an Hà Nội để thua 1–2 trước Viettel ở vòng 3 V.League 2023 trên sân Hàng Đẫy. Đây là cuộc đối đầu chính thức đầu tiên của hai đội sau 21 năm.

## Biểu trưng

2022–nay